# دائن مميز
دائن مميز (بالإنجليزية: preferential creditor أو preferred creditor) هو دائن له حق الأولوية في تحصيل دينه عند إشهار إفلاس المدين قبل غيره من الدائنين . 
تسمح بعض القوانين المدنية أن يكون لبعض الدائنين أولوية في تحصيل دينهم قبل غيره من الدائنين ، ويكون ذلك إما بحقهم بالكامل أو في حدود تحكم بها المحكمة . كما في بعض النظم القانونية يكون للدائن المميز أولوية قبل الدائنين الآخرين حتى لو كان في حيازة هؤلاء الدائنين ضمانات في صورة ملك أو سندات ، ولكن في المعتاد أن يكون للدائن المميز أولوية في تحصيل ديونهم فقط قبل المدينين العاديين .
في المملكة المتحدة يكون للدائن المميز أولوية في تحصيل دينه من المدين المفلس قبل دائن مضمون الذي يكون الضمان الذي تحت يده من نوع الدين السائر .

## بعض أنواع الدائن المميز
ينتمي إلى الدائنين المميزين الفئات التالية:
- العاملون في الشركة
- مصلحة الضرائب
- في بعض البلاد ، تكاليف حماية البيئة المترتبة عن المدين المفلس .
- وفي بعض البلاد ، ضحايا الإجرام.[1]

## اقرأ أيضًا
- دائن ثانوي
- المدين
- الفائدة
- دائن مضمون
- قرض استهلاك
- تاريخ الاستحقاق
- درجة الملاءة
- تخصيص الأموال
- حجم الأعمال (اقتصاد)